# Seikima-II
Seikima-II (聖飢魔II, seikimatsu) is een voormalige Japanse heavymetalband, opgericht door Damian Hamada in 1982 te Shinjuku in Tokio.

## Geschiedenis
Seikima-II (seikimatsu) kan vertaald worden als "het einde van de eeuw". De band stelde een groep demonen te zijn die baden voor een religie om contact te leggen met Satan door middel van heavy metal. Elk bandlid was een demon van een verschillende hiërarchische afkomst, met "His Excellency Demon Kogure" als leider van de demonen en "His Majesty Damian Hamada" als "Kroonprins van de Hel". Na de voltooiing van hun "World Conquest" zou de band uit elkaar gaan aan het einde van de eeuw, op 31 december 1999 om 23:59:59. Eind 1999 ging de groep inderdaad uiteen. In onder andere 2005 gaven ze een klein aantal reünieconcerten.

## Bandleden
- Demon Kogure (zang)
- Ace Shimizu (gitaar)
- Sgt.Luke Takamura III (gitaar)
- Xenon Ishikawa (basgitaar)
- Raiden Yuzawa (drums)

## Discografie
- 1985 - Akuma Ga Kitakire Heavy Meal-ru
- 1986 - The End of the Century
- 1986 - From Hell with Love
- 1987 - Big Time Changes
- 1988 - The Outer Mission
- 1990 - Yuugai Rock
- 1992 - Kyoufu No Restaurant
- 1994 - Ponk!!
- 1996 - Mephistopheles No Shouzou
- 1997 - News
- 1998 - Move
- 1999 - Living Legend
- 2000 - Devil Bless You! Seikima II: Final Works